# Közös agrárpolitika
A közös agrárpolitika (KAP) az Európai Unió (EU) mezőgazdasági támogatási rendszerének a neve, amely az EU kiadásainak 44%-át, évente 42,5 milliárd eurót tesz ki, nagyságrendileg a felzárkóztatási támogatásokhoz hasonlítható. A szubvenciós rendszer a termelőknek egy minimális felvásárlási árat garantál és közvetlen kifizetéseket az ültetett növények után. Ez az EU-s gazdáknak pénzügyi biztonságot teremt, így gondoskodva a mezőgazdasági javak kellő mennyiségű előállításáról. Jelenleg széles körű viták folynak a rendszer reformjáról.

## A KAP területei
A közös agrárpolitika felvásárlási árai csak a mezőgazdasági termékek bizonyos körét érintik, amelyek közös megegyezés alapján az EU-s piacnak vannak alávetve:
- gabona, rizs, burgonya
- olajos magvak
- száraz takarmány
- tej és tejtermékek, bor, méz
- marha- és borjú hús, baromfi és tojás, disznó, bárány / birka és kecske hús
- cukor
- gyümölcs és zöldség
- gyapjú
- borsó, bab
- olívaolaj
- len
- selyemhernyó
- kender
- dohány
- komló
- vetőmag
- virágok
- állati takarmányok

## Története
Az EU külső kereskedelmi rendtartása több terméket tartalmaz, mint a KAP. Ez azért van, hogy korlátozza a versenyt a KAP termékek vagy a KAP termékek felhasználásával készített bármilyen EU-s termék és a külső termékek között.
A közös agrárpolitika kialakítását 1960-ban az Európai Bizottság indítványozta, a Közös Piacot megalakító római szerződés aláírása után. A hat tagállamban jelentős állami beavatkozás volt különösen a termelés tárgya, felvásárlási árak és birtokszerkezet meghatározásában.
Néhány tagállam, különösen Franciaország, és minden gazdaszervezet szeretett volna erős állami beavatkozást a mezőgazdaság területén, azonban a jogok egy részét az Európai Közösségnek adták át.
1962-ben a KAP alapvető céljait három fő elv mentén tűzték ki:
- egységes piac
- közösségi prioritás
- pénzügyi szolidaritás

A KAP az európai intézményrendszer központi elemévé vált.

### Célok
A római szerződés 39. cikkelye szerinti kezdeti célok:
1. a termelékenység növelése a technikai fejlődés elősegítésével és a termelési tényezők, különösen a munka optimális felhasználásának biztosításával;
2. a mezőgazdasági közösség számára elfogadható életszínvonal biztosítása;
3. a piacok stabilizálása;
4. az élelmiszer-ellátás biztosítása;
5. a fogyasztókat megfizethető árú élelmiszerhez juttatni.

A KAP felismerte a mezőgazdaság szociális szerkezetének és a különböző mezőgazdasági területek közötti szerkezeti és természeti egyenlőtlenségek figyelembe vételének és fokozatos kiigazításának szükségességét.

### Eszközök
A KAP egy összetett rendszer az árucikkek árszintjének fenntartására és a termelés támogatására. Három fontos mechanizmusa van:
- Vámokat vetnek ki bizonyos EU-ba importált árukra. Ezeket olyan szinten tartják, hogy a vámmal növelt ár világpiaci ár az EU-s termékek célként meghatározott ára fölé kerüljön.
- Egy belső intervenciós árat állapítanak meg. Ha a belső piaci árak az intervenciós ár alá esnek, az EU felvásárolja a terméket az intervenciós áron. Ez az ár alacsonyabb az EU-s termékek célként kitűzött áránál.
- A termelési támogatások rendszere. Történelmi okokból a különböző termények után különböző összegű támogatás jár, de egy átalányt vezetnek be a megművelt föld területe alapján. Ezen kívül még pótlólagos támogatást adnak a környezeti szempontból előnyös földművelési módokra.

A KAP-nak része a külső kereskedelmi politika és a jogharmonizáció a Közösségen belül. Néhány EU-n kívüli ország kialkudott kvótákat bizonyos termékek EU-n belüli értékesítésére vámok nélkül. Ez általában olyan országoknak sikerült, amelyek hagyományosan kereskedelmi kapcsolatban állnak valamelyik tagországgal.
A közösségi kereskedelem egyik akadálya a termelés és a kereskedelem nemzeti szabályozásának különbözősége. Jó példa erre a tartósítószerek, színezékek használata vagy a járványok kezelése. A harmonizációs folyamat még messze van a teljestől és sok problémát kell még megoldani.
A KAP reform egyenletesen csökkentette az EU költségvetéséből való részesedését, de még mindig közel a felét teszi ki az EU kiadásainak. Az utóbbi években a legnagyobb haszonélvezője Franciaország volt. A 2004-ben csatlakozott országok jelentős mezőgazdasági szektorral rendelkeznek, és ha teljes összegű támogatást kapnak, akkor az hosszú távon elviselhetetlen terheket ró a költségvetésre és a franciáknak engedményeket kell tennie a KAP reformjához.

## Kritikák

### Fejlesztés-ellenes
Az USA és több nyugati ország óriási pénzeket költ a mezőgazdaság támogatására, ami akadályozza a tisztességes versenyt. Az OECD államok többet költenek mezőgazdasági támogatásokra, mint amekkora egész Afrika GDP-je.
A mezőgazdasági termékek túltermelése következtében a harmadik világ országaiban próbálják eladni, megakadályozva ezeket az országokat mezőgazdasági terményeik nyugati exportjában, így növelve a szegénységet is ezekben az országokban. 2000-ben egy tehén után az Európai Unió-ban átlagosan 913, a Szahara-övben 8 dollár támogatás járt.
A KAP sokak szerint egy szociális eszköz a gazdaságilag elmaradt vidékek segítésére és a vidéki környezet megőrzésére. Az utóbbi évtizedben bekövetkezett változások a pénzt átcsoportosították, így a művelés alól kivont területekre és vidéki táj megőrzésének támogatására több gondot fordítanak. A meghatározott növények ültetésének támogatása helyett egységes összeget fizetnek a megművelt földterület nagysága alapján. Ez nagyobb szabadságot hagy a gazdáknak és bátorítja az alternatív, nem közvetlenül termelési célú földhasznosítást. Maximalizálták az egy gazdaságnak fizethető összeget, ez növeli a kisebb gazdaságok részesedését, de a legnagyobb összegek még mindig a méretgazdaságosság előnyét kihasználókhoz kerülnek.

### Inflálódott élelmiszer árak
A KAP mesterségesen magas élelmiszer árakat hozott az EU-ban. Néhányan azt mondják, hogy az európaiak 25%-kal többet fizetnek az élelmiszerekért, mintha nem lenne a KAP. Néhány termék ára ennél is jobban emelkedett: Európában a cukor háromszor annyiba kerül, mint a világpiacon. A támogatás költségét EU-s állampolgáronként átlagosan hetente 16 angol fontra (kb. 5600 forint) becsülik, annak ellenére, hogy ez folyamatosan csökken.

### Tagállamok egyenlősége
A mezőgazdasági szektor az EU bizonyos területein nagyobb, mint például Franciaországban, Spanyolországban és Portugáliában, így ezek a területek több pénzt kapnak a KAP révén. Más országok nagyobb összegekkel járulnak hozzá a közös költségvetéshez és sokkal kevesebbet kapnak vissza, például Németország, Hollandia (a legnagyobb befizető). A rendes szabályok alapján az Egyesült Királyságnak is jóval többet kéne befizetnie, de 1984-ben, amikor még az EU harmadik legszegényebb állama volt, Margaret Thatcher kialkudta a rendkívüli visszatérítést (ennek összege jelenleg 5,2 milliárd euró).

### Állami beavatkozás
A közös agrárpolitika legfőbb kritikusai elutasítják a protekcionizmus minden formáját. A szabad verseny szószólói elutasítják a kormányzati beavatkozást, mert szerintük a szabad verseny az erőforrásokat sokkal hatékonyabban osztja el. (..)
A támogatások sok, egyébként működésképtelen kisgazdaságot tartanak életben. A közgazdasági modellek alapján jobb, ha a piac maga alakítja ki saját árait és a ráfizetéses gazdaságokat bezárja. A földműveléshez használt erőforrások így jóval kifizetődőbb tevékenységekre csoportosulnak át.

### Fenntarthatatlanság
Sok közgazdász szerint a KAP fenntarthatatlan a kibővített EU-ban. A 2004. május 1-jén csatlakozott 10 állam miatt csökkenteni kellett a KAP kiadásait. Lengyelország a legnagyobb új tagállam és 2 millió kisbirtokos gazdája van. A reform nehéznek bizonyul az erős mezőgazdasági lobbi miatt.

## A KAP reformja

### 1992
1992-ben az Európai Bizottság mezőgazdasági biztosa, Ray MacSharry korlátokat vezetett be a növekvő termelés megfékezésére, és egy szabadabb mezőgazdasági piac felé mozdult el. 29%-kal csökkentette a gabonafélék és 15%-kal a marhahús támogatását. Kifizetéseket vezetett be a földterületeket művelés alól kivonó gazdáknak, a kisebb raktárkészletekre, a gazdák visszavonulására és az erdősítésre.
MacSharry reformja óta a gabonaárak közelebb vannak az egyensúlyi árakhoz, jobban átláthatóak a mezőgazdasági támogatások költségei és elkezdődött a jövedelmi és a termelési támogatások elválasztása. A nyilvántartás nehézkessége magával hozta a csalásokat és a KAP problémái még távolról sem voltak megoldva.

### 2003
2003. június 26-án alapvető reformot fogadtak el az EU agrárminiszterei, a támogatásokat szinte teljesen elválasztva bizonyos terményektől. A tagállamok ennek ellenére fenntarthatnak egy korlátozott összegű speciális támogatást. A közvetlen támogatásoknál figyelembe vesznek környezeti, élelmiszerbiztonsági és állategészségügyi szempontokat, a nagyobb gazdaságoknak adott támogatások rovására növelve ezek keretét. Az egyes tagállamok maguk alkothatják meg a pontos szabályozást, az EU csak a körvonalakat adja meg.
Az EU és a nemzeti költségvetési támogatások korlátozottak, ezért a hektáronként kifizetett összeg attól is függ, hogy mekkora területre igényelnek támogatást az adott évben.
2004-2005-ben lépnek (léptek) életbe a reformok. A tagállamok kérhettek átmeneti mentességet, hogy a reformok csak 2007-2012 között szakaszosan lépjenek életbe.

### 2004-es EU bővítés
Az Európai Unió 2004-es bővítése a gazdák számát 7-ről 11 millióra növelte. A megművelt földterület 30%-kal, a növénytermés 10-20%-kal nőtt. Az új csatlakozók azonnal hozzáfértek az exporttámogatáshoz és az intervenciós felvásárláshoz. A közvetlen támogatásoknak kezdetben csak a 25%-át kapták meg, 10 éven keresztül növekszik a teljes összegre (eleinte 5, után 10 százalékponttal nő). Az újonnan belépők is kapnak vidékfejlesztési támogatást az 5 milliárd eurós büdzséből.
Jelenleg a KAP következő területein van szükség reformokra: árak csökkentése, élelmiszerbiztonság és minőség, a gazdák jövedelmének biztonsága. Fontos a környezetszennyezés csökkentése, az állategészségügy, és a gazdák alternatív bevételi forrásainak biztosítása. Ezek közül néhány a tagállamok hatáskörébe tartozik.

### Cukorreform 2005
A KAP egyik támogatott terméke a cukorrépából készített cukor, 2004-ben 1,7 milliárd euró jutott rá a keretből. Az Európai Unió a világ legnagyobb cukor termelője évi 19-20 millió tonnával, 14%-os piaci részesedéssel. 1968 óta gyakorlatilag változatlan a cukorrendtartás, MacSharry reformja nem foglalkozott a cukorral.
A támogatás hatására az EU-n belüli árak a világpiaci két-háromszorosát érték el, ezt a helyzetet csak az átlagosan 260%-os védővámokkal és az export támogatásával lehetett fenntartani. 2006. június 30-ig a fehér cukor intervenciós ára 631,9, a nyerscukoré 523,7, a cukorrépáé 43,57 euró volt tonnánként. Az uniós termelési költségek a világpiaci ár háromszorosát is elérték, ami hatszorosa volt például Brazília költségeinek. Egy 2009-ig bevezetendő kereskedelmi megállapodás piachoz juttatja a legkevésbé fejlett országokat, és így 2012-re évente 5 millió tonnás cukorimportot becsülnek. 2006 júliusától négy éven át fokozatosan, összesen 36%-kal csökkentik a cukor árát (20–27,5–35–36%) és a cukorrépa intervenciós ára tonnánként 47 euróról 33-ra csökken. Az árcsökkentés miatt kieső jövedelem 64,2%-át kapják meg a termelők jövedelem-kompenzációként. A döntés előzménye, hogy a Kereskedelmi Világszervezet fellebbviteli testülete 2005. április 28-án fenntartotta az EU cukorpiaci rendtartása elleni döntését.
Az árak leszorításával a termelők egy része biztosan nem tudja folytatni tevékenységét. Magyarországon a szakértők 20-30%-os csökkenéssel számoltak, hektáronkénti 45 tonnás termésátlag felett éri csak meg cukorrépát termeszteni.
A cukor termelésével szemben a korlátozások nem érintik a cukorrépa bioetanol-termelés céljára történő hasznosítását.
A cukorrendtartás reformja előtti utolsó évben, vagyis 2005-ben az Európai Unió 25 tagállamában összesen 2 140 750 hektáron termeltek cukorrépát. A legnagyobb termelők Németország (420 000 hektár), Franciaország (339 000 hektár), illetve Lengyelország (278 000 hektár) voltak. Magyarországon a termőterület 59 250 hektár volt. A reform következtében 2006-ban a cukorrépa termőterülete az EU-ban 1 743 500 hektárra csökkent, ebből Magyarországra 48 000 hektár jutott. A termőterületek csökkenése 2007-ben tovább folytatódott: az EU-ban 1 619 500, Magyarországon 38 000 hektáron termeltek cukorgyártási célra használt cukorrépát. A tagállamok közül Írországban, Lettországban és Szlovéniában teljesen megszűnt a cukorgyártás.
2008 márciusára Magyarországon a rendszerváltás előtti 12 cukorgyárból csak egy maradt meg. Archiválva 2008. április 11-i dátummal a Wayback Machine-ben